# Fiesta Bowl 2019 (janvier)
Match précédent Match suivant
Le Fiesta Bowl 2018 est un match de football américain de niveau universitaire joué après la saison régulière de 2018, le 1er janvier 2019 au State Farm Stadium de Glendale dans l'État de l'Arizona aux États-Unis. 
Il s'agit de la 48e édition du Fiesta Bowl.
Le match met en présence l'équipe des Tigers de LSU issue de la Southeastern Conference et l'équipe des Knights d'UCF issue de l'American Athletic Conference.
Il débute à 11 h 5, heure locale et est retransmis à la télévision par ESPN.
Sponsorisé par la société Sony Interactive Entertainment et sa filiale PlayStation, le match est officiellement dénommé le PlayStation Fiesta Bowl 2019. 
Les Tigers de LSU remportent le match sur le score de 40 à 32.

## Présentation du match
| Équipes                                                                                       | Conférences | Entraîneurs      | Stats. saison rég. | Classements avant le bowl CFP-AP-Coaches |
| --------------------------------------------------------------------------------------------- | ----------- | ---------------- | ------------------ | ---------------------------------------- |
| Tigers de LSU                                                                                 | SEC         | Ed Orgeron (en)  | 9 - 3              | no 11 - no 11 - no 11                    |
| Knights d'UCF                                                                                 | AAC         | Josh Heupel (en) | 12 - 0             | no 8 - no 7 - no 7                       |
| Arbitre : Stuart Mullins (ACC) Équipe donnée favorite par les bookmakers : LSU par 7½ points. |             |                  |                    |                                          |

Il s'agit de la 1re première rencontre entre ces deux équipes.

### Tigers de LSU
Avec un bilan global en saison régulière de 9 victoires et 3 défaites (5-3 en matchs de conférence), LSU est éligible et accepte, le 2 décembre 2018, l'invitation pour participer au Fiesta Bowl de 2018.
Ils terminent 3e de la West Division de la Southeastern Conference derrière no 2 Alabama et no 16 Texas A&M.
À l'issue de la saison 2018 (bowl non compris), ils seront classés no 11 aux classements CFP, AP et Coasches.
Après ce bowl, ils seront classés no 6 au classement AP et no 7 au classement Coaches, le classement CFP n'étant pas republié après les bowls.
Il s'agit de leur première apparition au Fiesta Bowl.

### Knights d'UCF
Avec un bilan global en saison régulière de 12 victoires et 0 défaites (8-0 en matchs de conférence), UCF est éligible et accepte, le 2 décembre 2018, l'invitation pour participer au Fiesta Bowl de 2018.
Ils terminent 1er de la East Division de l'American Athletic Conference et remportent ensuite la finale de conférence, 56 à 41, contre Memphis.
À l'issue de la saison 2018 (bowl non compris), ils seront classés no 8 au classement CFP et no 7 aux classements AP et Coaches.
Après le bowl, ils seront classés no 11 au classement AP et no 12 au classement Coaches, le classement CFP n'étant pas republié après les bowls.
Il s'agit de leur 2e participation au Fiesta Bowl. Ils avaient gagné le Fiesta Bowl de janvier 2014, 52 à 42 contre les Bears de Baylor.

## Résumé du match
Joué en indoors (toiture fermée), début du match à 11 h 05, fin à 14 h50 pour une durée totale de jeu de 03 h 45 min. 
Résumé, photo et vidéo sur le site francophone The Blue Pennant.
| QT          | Temps       | Drive       | Drive       | Drive       | Équipe      | Description de l'action | Score | Score |
| ----------- | ----------- | ----------- | ----------- | ----------- | ----------- | --- | ----- | ----- |
| QT          | Temps       | Jeux        | Yards       | TDP         | Équipe      | Description de l'action | LSU   | UCF   |
| 1           | 12:38       | 5           | 10          | 02:22       | LSU         | FG de 24 yards par K Cole Tracy | 3     | 0     |
| 1           | 10:56       | 6           | 69          | 01:38       | UCF         | TD à la suite d'une course de 25 yards par RB Greg McCrae + 1 point de conversion par K Matthew Wright                                                              | 3     | 7     |
| 1           | 06:39       | -           | -           | -           | UCF         | Interception retournée sur 93 yards en TD par DB Brandon Moore + 1 point de conversion par K Matthew Wright                                                         | 3     | 14    |
| 1           | 01:27       | 11          | 67          | 05:05       | LSU         | TD de 22 yards par WR Justin Jefferson à la suite d'une réception de passe de QB Joe Burrow + 1 point de conversion par K Cole Tracy                                | 10    | 14    |
| 2           | 12:59       | 5           | 63          | 02:04       | LSU         | TD de 49 yards par WR Derrick Dillon à la suite d'une réception de passe de QB Joe Burrow + 1 point de conversion par K Cole Tracy                                  | 17    | 14    |
| 2           | 07:11       | 9           | 78          | 05:02       | LSU         | TD de 33 yards par WR Justin Jefferson à la suite d'une réception de pass de QB Joe Burrow + 1 point de conversion par K Cole Tracy                                 | 24    | 14    |
| 2           | 00:04       | 10          | 95          | 01:53       | UCF         | TD à la suite d'une course de 32 yards par WR Gabriel Davis à la suite d'une réception de passe de QB Darriel Mack Jr. + 1 point de conversion par K Matthew Wright | 24    | 21    |
| 3           | 12:38       | 4           | 73          | 01:32       | LSU         | TD de 32 yards par WR Ja'Marr Chase à la suite d'une réception de passe de QB Joe Burrow + 1 point de conversion par K Cole Tracy                                   | 31    | 21    |
| 3           | 05:18       | 11          | 69          | 06:35       | LSU         | FG de 28 yards par K Cole Tracy | 34    | 21    |
| 3           | 03:01       | 4           | 0           | 00:55       | UCF         | FG de 37 yards par K Matthew Wright | 34    | 24    |
| 4           | 12:09       | 10          | 62          | 05:45       | LSU         | FG de 28 yards par K Cole Tracy | 37    | 24    |
| 4           | 04:12       | 12          | 78          | 07:12       | LSU         | FG de 26 yards par K Cole Tracy | 40    | 24    |
| 4           | 02:24       | 10          | 75          | 01:48       | UCF         | TD à la suite d'une course de 2 yards par RB Taj McGowan + 2 points de conversion à la suite d'une passe.                                                           | 40    | 32    |
| Score final | Score final | Score final | Score final | Score final | Score final | Score final | 40    | 32    |

## Statistiques
| Système | Nom              | Poste | Équipe |
| ------- | ---------------- | ----- | ------ |
| Attaque | Joe Burrow       | QB    | LSU    |
| Défense | Rashard Lawrence | DL    | LSU    |

| Statistiques                           | LSU                                                   | UCF                                                   |
| -------------------------------------- | ----------------------------------------------------- | ----------------------------------------------------- |
| 1er down                               | 32                                                    | 17                                                    |
| 1er down à la course                   | 12                                                    | 7                                                     |
| 1er down à la passe                    | 16                                                    | 5                                                     |
| 1er down suite pénalité                | 4                                                     | 5                                                     |
| Conversion de 3e down                  | 9/18                                                  | 6/15                                                  |
| Conversion de 4e down                  | 1/1                                                   | 0/1                                                   |
| Jeux–yards                             | 86 jeux pour 555 yards                                | 61 jeux pour 250 yards                                |
| Yards à la course                      | 52 courses pour 161 yards moyenne de 3,1 yards/course | 30 courses pour 160 yards moyenne de 4,3 yards/course |
| Yards à la passe                       | 394                                                   | 120                                                   |
| Passes : Réussies-Tentées-Interceptées | 21/34 passes complétées, 1 interception               | 12/31 passes complétées, 1 interception               |
| Réussite en zone rouge/chances         | 4/5                                                   | 2/2                                                   |
| TD                                     | 4                                                     | 4                                                     |
| Field Goals                            | 4/4                                                   | 1/1                                                   |
| Sacks (Nombre-Yards)                   | 5 pour 48 yards adverses perdus                       | 2 pour 9 yards adverses perdus                        |
| Fumbles (Nombre/Perdus)                | 1/1                                                   | 1/1                                                   |
| Pénalités (Nombre/Yards perdus)        | 14 pour 145 yards perdus                              | 10 pour 104 yards perdus                              |
| Temps de possession                    | 44:31                                                 | 15/29                                                 |

| Quarterbacks        | Quarterbacks    | Quarterbacks                                                             |
| ------------------- | --------------- | ------------------------------------------------------------------------ |
| LSU                 | Burrow, Joe     | 21/34 passes complétées, 394 yards, 1 interception, 4 TDS, 2 sacks subis |
| UCF                 | Mack, Darriel   | 11/30 passes complétées, 97 yards, 1 interception, 1 TD, 5 sacks subis   |
| Meilleurs coureurs  |                 |                                                                          |
| LSU                 | Brossette, Nick | 29 courses pour 117 yards nets gagnés, 0 TD, moyenne de 4 yards/course   |
| UCF                 | McCrae, Greg    | 10 courses pour 81 yards nets gagnés, 1 TD, moyenne de 8,1 yards/course  |
| Meilleurs receveurs |                 |                                                                          |
| LSU                 | Chase, Ja'Marr  | 6 réceptions pour 93 yards gagnés, 1 TD                                  |
| UCF                 | Davis, Gabriel  | 3 réceptions pour 59 yards gagnés, 1 TD                                  |
| Meilleurs tacklers  |                 |                                                                          |
| LSU                 | Queen, Patrick  | 9 tacles dont 7 en solo, 1 sack et 2 TFL                                 |
| UCF                 | Jasinski, Pat   | 10 tacles dont 7 en solo,                                                |